# Сибур-РТ
«Сибур-РТ»  —  дочернее предприятие ПАО «Сибур Холдинг». Штаб-квартира расположена в Казани. Владеет 83 % акций «Нижнекамскнефтехима» и 64 % — «Казаньоргсинтеза».

## История
В апреле 2021 года «Сибур» приобрёл АО «Таиф», владевшее 83 % акций «Нижнекамскнефтехима», 64 % — «Казаньоргсинтеза» и 100 % — ТГК-16. В апреле 2022 года АО «Таиф» было переименовано в «Сибур-РТ».
В 2022 году на базе «Сибур-РТ» был открыт центр экспертной поддержки бизнеса, функции которого включают в себя техническое и материальное обеспечение всех производственных объектов Сибура в России, а также логистику и корпоративное управление.
В 2023 году АО «Сибур-РТ» продало часть ТГК-16 бывшим владельцам, сохранив в собственности долю в 90,1 % в дочерней энергосбытовой компании ПЭСТ.
В марте 2024 года компания открыла обновленный офис в Казани. Инвестиции в его создание составили 1,3 млрд рублей.

## Руководство
Генеральный директор:
Апрель 2021 — май 2022 — Руслан Шигабутдинов.
Май 2022 — июль 2022 — Юлия Попова.
Июль 2022 — июль 2023 — Алексей Никифоров.
С июля 2023 — Айрат Сафин.

## Собственники
100 % акций Сибур-РТ принадлежат ПАО «Сибур Холдинг».